# Masdevallia velifera
Masdevallia velifera är en orkidéart som beskrevs av Heinrich Gustav Reichenbach. Masdevallia velifera ingår i släktet Masdevallia och familjen orkidéer. Inga underarter finns listade i Catalogue of Life.